# 觀無量壽佛經

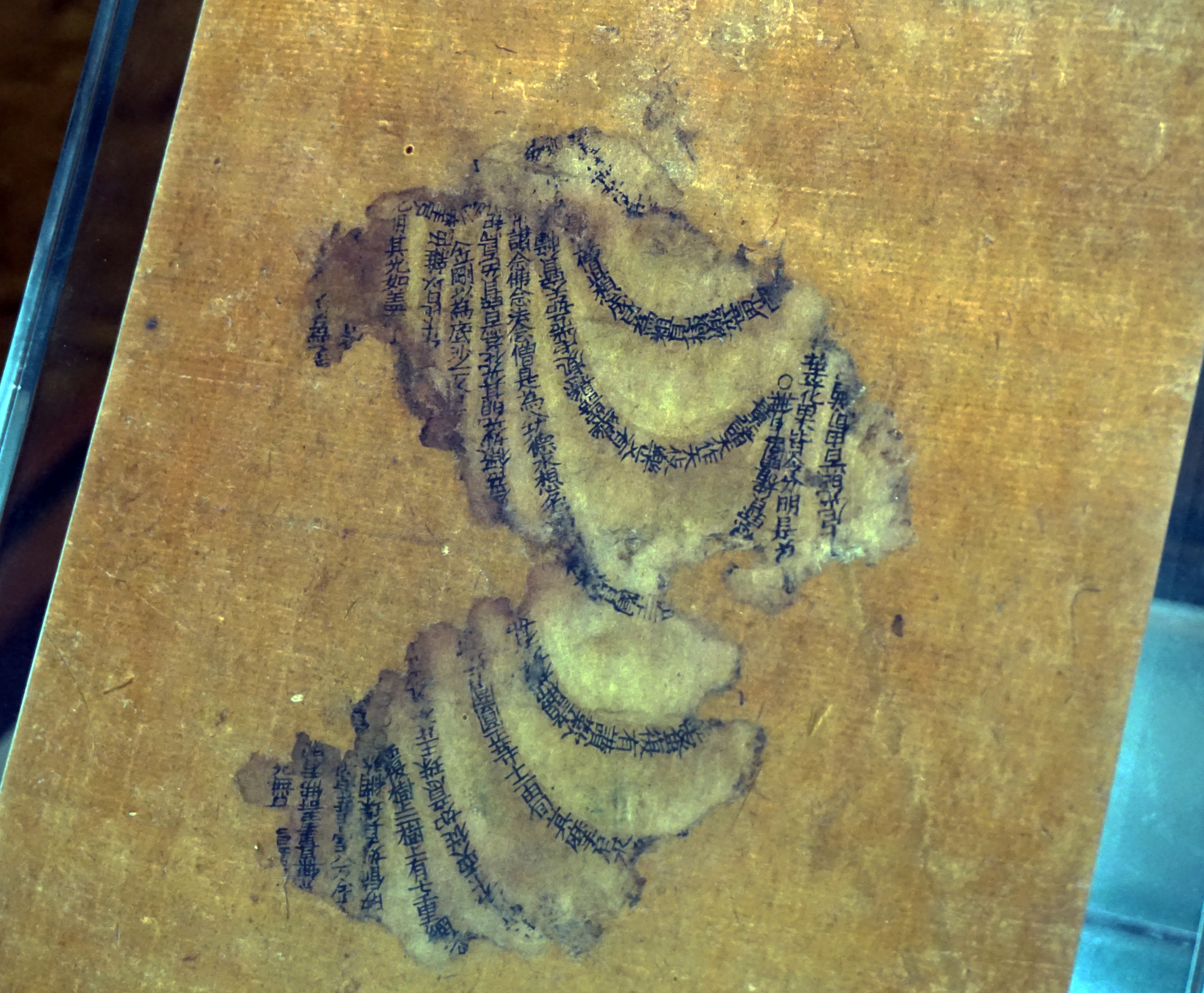
现存最早的活字印刷品实物：1103年《觀無量壽經》残页

《觀無量壽佛經》，也稱為《觀無量壽經》、《十六觀經》，總共有一卷，由劉宋禪師畺良耶舍翻譯。為淨土三經中之一經。《出三藏記集》收入「新集續撰失譯雜經錄」，《高僧傳》載畺良耶舍譯。本經只有古漢語譯本，以及從古漢語本再翻譯的版本，沒有發現梵語原本。
現代學者認為從《觀無量壽經》所使用的詞彙來看，例如同一人使用不同的譯名，以及敘事情節有轉移和斷裂，認為此經不是從印度譯出，而是使用來源不同的資料編輯在一起。至於是在絲綢之路上的綠洲王國還是中國編撰則無明確定論。水野弘元認為本經雖不是從印度來，但是符合佛教的基本精神。

## 題解
據《高僧傳》記載，沙門僧含請禪師畺良耶舍譯出《藥王藥上觀》及《無量壽觀》，僧含筆錄。僧含以此二經是轉障之祕術，淨土之洪因，故常受持奉誦。

## 內容
《觀無量壽經》以阿闍世王將其父母頻婆娑羅王和韋提希夫人雙雙幽禁作故事引子，帶出韋提希夫人願生阿彌陀佛極樂世界，請求佛陀「教我思惟，教我正受」的要旨。佛陀在說明如何思惟觀察極樂世界前，提出先修三福淨業，累積善因資糧，接著教導思惟觀察極樂世界的方法，即以下十六觀，並在最後三觀交帶了九品眾生的往生情況，敘述了上品、中品眾生以其所造功德，願生極樂世界，便蒙佛接引，往生極樂，功德大者，更能速成道業，又提出下品惡人臨終將受惡報，為苦痛所逼時，由稱誦阿彌陀佛之名，仍能仰仗佛力，除卻罪業，往生極樂。

### 十六觀
| 觀       | 想                     | 概要                                                                           |
| -------- | ---------------------- | ------------------------------------------------------------------------------ |
| 初觀     | 日想                   | 繫念西方日落，直至閉目、開目皆有落日歷歷在目。                                 |
| 第二觀   | 水想                   | 觀水澄清如琉璃。                                                               |
| 第三觀   | 地想                   | 轉而初見極樂國地琉璃寶地、樓閣、華幢樣貌。                                     |
| 第四觀   | 樹想                   | 觀極樂世界寶樹、羅網。                                                         |
| 第五觀   | 八功德水想             | 觀極樂世界八池功德水。                                                         |
| 第六觀   | 總觀想                 | 繫念、諦觀極樂世界之寶樹、寶地、寶池。                                         |
| 第七觀   | 花座想                 | 觀七寶蓮華座。                                                                 |
| 第八觀   | 麁想見極樂世界         | 觀蓮華座上金色佛菩薩像。                                                       |
| 第九觀   | 遍觀一切色想           | 觀無量壽佛眉間白毫，現八萬四千色身相好。                                       |
| 第十觀   | 觀觀世音菩薩真實色身相 | 觀觀世音菩薩真實色身相。                                                       |
| 第十一觀 | 具足觀觀世音及大勢至   | 觀大勢至菩薩真實色身相。                                                       |
| 第十二觀 | 普觀想                 | 普觀無量壽佛所建極樂世界色相。                                                 |
| 第十三觀 | 雜觀想                 | 觀西方三聖色身相，主要提及觀相念佛方法。                                       |
| 第十四觀 | 上輩生想               | 觀根性上品的上中下三等眾生往生，獲西方三聖接引。                               |
| 第十五觀 | 中輩生想               | 觀根性中品的上中下三等眾生往生，獲阿彌陀佛接引。                               |
| 第十六觀 | 下輩生想               | 觀根性下品的上中下三等級的眾生，遇智者教導稱誦佛名而往生，獲化佛、化菩薩接引。 |

## 歷代註疏
- 《觀無量壽佛經疏》一卷，隋智者說。據日本學者望月信亨考證，此疏為唐代人偽作，不是智顗大師手筆。
- 《觀無量壽經義疏》二卷，隋慧遠撰。
- 《觀無量壽經義疏》一卷，隋吉藏撰。
- 《觀無量壽佛經疏》四卷，唐善導集記。
- 《释觀無量壽佛經記》一卷，唐法聰撰。
- 《觀無量壽佛經疏妙宗鈔》六卷，宋知禮述。
- 《觀無量壽佛經融心解》一卷，宋知禮撰。
- 《觀無量壽佛經義疏》三卷，宋元照述。
- 《觀經扶新論》一卷，宋戒度述。
- 《靈芝觀經義疏正觀記》三卷，宋戒度述。
- 《觀無量壽經疏妙宗鈔科》一卷，宋知禮排定，明真覺重排。
- 《觀無量壽佛經疏妙宗鈔會本》五卷，明真覺分會，日本實觀改修。
- 《觀無量壽佛經圖頌》一卷，明傳燈述。
- 《觀無量壽經直指疏》二卷，續法集。
- 《觀無量壽佛經約論》一卷，彭際清述。
- 《觀無量壽經箋注》，丁福保註。

## 现存最早的活字印刷品
1965年，在温州白象塔二层發掘出《觀無量壽經》残页。此经残宽13cm，残高8.5至10.5cm，对照同处发现的崇宁二年（1103）墨书《写经缘起》残页，认定此经本是同年或相近年代刊印，字迹特征是：字体较小，长短大小不一，排列不规则，有漏字并在纸面可见到字迹有轻微凹陷，其活字印刷的特征十分明显，经鉴定为北宋活字印刷本。此现在最早的《觀無量壽經》。

## 禪修洞
在小南海石窟（禪修洞）的中窟刻有《觀無量壽經》的九品往生浮雕，為僧稠禪師的弟子習禪之所。

## 外部連結
- The Contemplation Sutra, translated into English by J. Takakusu （页面存档备份，存于）
- English translation of the Contemplation Sutra （页面存档备份，存于）
- The Taima Mandala Image of the Pure Land from a medieval Japanese scroll, based on the descriptions found in the Contemplation Sutra. This site offers explanations in English of the various motifs of the scroll.
- （页面存档备份，存于） The Scripture on the Buddha’s Teaching About Meditation On the Enlightened Being ‘Of Infinite Life’ , from The Land of Pure Bliss, On the Nature of Faith & Practice in Greater Vehicle (Mahāyāna) Buddhism, translated by Peter Johnson, ISBN 978-1-7923-4208-0